# Crepidorhopalon chironioides
Crepidorhopalon chironioides är en tvåhjärtbladig växtart som först beskrevs av Moore, och fick sitt nu gällande namn av E. Fischer. Crepidorhopalon chironioides ingår i släktet Crepidorhopalon och familjen Linderniaceae. Inga underarter finns listade i Catalogue of Life.